# El Goléa
El Goléa (arabă القلعة) este un oraș comună din provincia Ghardaïa, Algeria. Numele oficial al comunei în arabă este  El Ménia (arabă المنيعة). Populația comunei este de 40.195 de locuitori (2008).